# Джон Даллі
Джон Даллі (англ. John Dalli; нар. 5 жовтня 1948, Кормі, Мальта) — мальтійський політик, у 2009–2012 роках був Європейським комісаром з питань охорони здоров'я і захисту споживачів Європейської комісії під керівництвом Жозе Мануел Дурау Баррозу.

## Біографія
У молоді роки працював в компанії Malta Drydocks, що фінансувала його навчання у Malta College of Arts, Science and Technology. Після закінчення школи він працював в рекламному агентстві і текстильній фабриці (наприклад, як представник у Брюсселі).
Політичну діяльність розпочав у 1971 р., вступивши до молодіжної організації Націоналістичної партії (він був членом її ради). Між 1979 і 1981 рр. невдало балотувався до парламенту. У 1987 р. він отримав місце в парламенті, то переобрався на наступних виборах (1992, 1996, 1998, 2003 і 2008). У 1987–1990 рр. він обіймав посаду заступника міністра промисловості, міністра економіки (1990–1992), фінансів (1992–1996), економіки та фінансів (1998–2004), закордонних справ та залучення інвестицій (2004–2008), а з 2008 р. — міністра соціальної політики.
У лютому 2004 р. невдало балотувався на посаду лідера Націоналістичної партії. Він був співголовою Мальтійсько-ліванської комісії (1987–1996, 1998–2004).
Одружений, є дві дочки.